# Leandro Guilheiro
Leandro Marques Guilheiro, (* 7. srpna 1983 Suzano, Brazílie) je brazilský zápasník – judista, majitel dvou bronzových olympijských medailí z let 2004 a 2008.

## Sportovní kariéra
S judem začal v 5 letech. Žije a připravuje se v Santosu. V roce 2015 byl členem klubu EC Pinheiro. V roce 2004 si vybojoval v brazilské kvalifikaci účast na olympijské hry v Athénách. V prvním kole vyřadil úřadujícího mistra Evropy Španěla Kiyoshi Uematsu technikou seoi-nage, která jeho judo zdobila po zbytek sportovní kariéry. Ve čtvrtfinále však podlehl Francouzi Danielu Fernandesovi a musel do oprav. V opravách se dostal do boje o 3. místo, ve kterém porazil na wazari-ippon Moldavana Viktora Bivola a získal bronzovou olympijskou medaili.
V dalších letech ho v přípravě omezovala různá zranění, výsledkem čehož byl propadák na domácím mistrovství světa v roce 2007. V roce 2008 si však v brazilské kvalifikaci opět zajistil účast na olympijských hrách v Pekingu. Los měl přívětivější než před čtyřmi lety, ale ve čtvrtfinále ho čekal úřadující mistr světa Jihokorejec Wang Ki-čchun, kterému podlehl v prodloužení na body. Z oprav se však dostal do boje o třetí místo, ve kterém nádherným vysokým seoi-nage poslal na ippon Íránce Ali Malumata a obhájil bronzovou olympijskou medaili.
Od roku 2010 šel o váhu nahoru do polostřední váhy, ve které odjížděl v roce 2012 na olympijské hry v Londýně dokonce jako světová jednička. Ve čtvrtfinále ho však vyřadil adrenalinovým způsobem bojující Američan Travis Stevens. Skončil na 7. místě. Po olympijských hrách ho na dlouhou dobu vyřadilo zranění několikrát operovaného kolene, během kterého stál nad otázkou ukončení sportovní kariéry. Měl nabídky od promotérů MMA, ale rozhodl se na tatami vydržet do olympijských her v Riu v roce 2016.

### Vítězství
- 2009 - 1x světový pohár (Belo Horizonte)
- 2010 - 2x světový pohár (Paříž, São Paulo)
- 2011 - 1x světový pohár (Rio de Janeiro)

## Výsledky
| Olympijské hry          |    |   | 3. |    |   |     | 3. |     |    |    | 7. |   |   |     |  |  |  |  |  |  |  |
| Mistrovství světa       |    | — |    | 7. |   | úč. |    | úč. | 2. | 3. |    | — | — | úč. |  |  |  |  |  |  |  |
| Panamerické hry         |    | — |    |    |   | 2.  |    |     |    | 1. |    |   |   | —   |  |  |  |  |  |  |  |
| Panamerické mistrovství | —  | — | 7. | —  | — | —   | —  | 1.  | —  | 1. | 1. | — | — | —   |  |  |  |  |  |  |  |
| MS juniorů              | 1. |   |    |    |   |     |    |     |    |    |    |   |   |     |  |  |  |  |  |  |  |